# Ansamblul urban II, Timișoara
Ansamblul urban II este o zonă din cartierul Cetate al Timișoarei, declarată monument istoric, având codul LMI TM-II-a-B-06100.

## Descriere
Ansamblul este format din Castelul Huniade și clădirile Colegiului Tehnic Emanuil Ungureanu și a Liceului Israelit.

## Monumente de for public din ansamblu

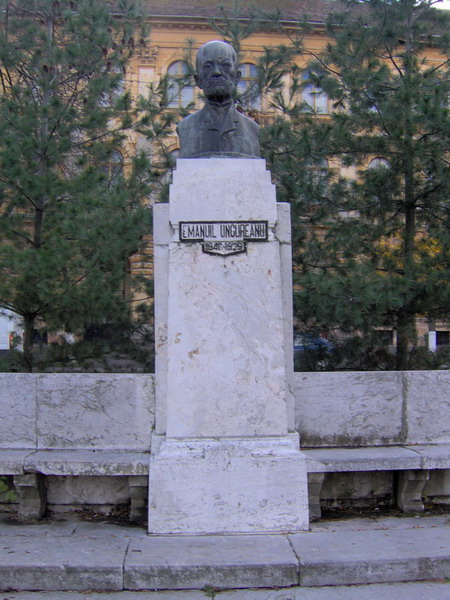
Monumentul lui Emanuil Ungureanu

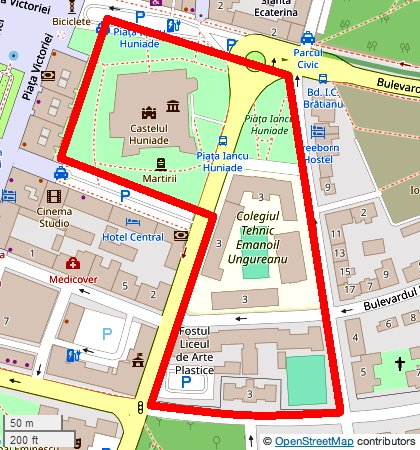
Localizarea și limitele ansamblului

În fața Colegiului Tehnic Emanuil Ungureanu se afla Monumentul lui Emanuil Ungureanu (A), bust de bronz de Gheorghe Groza, 1931, monument istoric cod LMI TM-III-m-B-06308. Actual acest bust nu mai există, monumentul fiind vandalizat în 2015.
Lângă Castelul Huniade, spre strada Nikolaus Lenau se află amplasat monumentul In memoriam decembrie 1989 (B), sculptură în bronz de Péter Jecza, 1998.
| Poz. | Descriere                                                                                     | Adresă, Coordonate                                                     | Data autorizării,/ data terminării, Arhitect                             | Imagine | Note                       |
| ---- | --------------------------------------------------------------------------------------------- | ---------------------------------------------------------------------- | ------------------------------------------------------------------------ | ------- | -------------------------- |
| 1    | Castelul Huniade. Cod LMI TM-II-m-A-06140                                                     | Piața Iancu Huniade, nr. 1 45°45′11″N 21°13′37″E / 45.7531°N 21.2270°E | 1443–1447 1856 (refacere)                                                |         | [ 4 ] [ 13 ] [ 14 ]        |
| 2    | Colegiul Tehnic Emanuil Ungureanu, fosta Școală de arte și Meserii. Stil eclectic istoricist. | Piața Iancu Huniade, nr. 3 45°45′09″N 21°13′41″E / 45.7524°N 21.2281°E | 1898/ 1900 Albert Vig (1864–?)                                           |         | [ 4 ] [ 6 ] [ 15 ] [ 16 ]  |
| 3    | Liceul Israelit, ulterior Liceul de Artă.                                                     | Bd. Mihai Eminescu, nr. 2 45°45′04″N 21°13′41″E / 45.7512°N 21.2281°E  | 1922/ 1923 Gedeon Neubauer (?–1960) (liceul) László Székely (internatul) |         | [ 4 ] [ 17 ] [ 18 ] [ 19 ] |